# Burłak

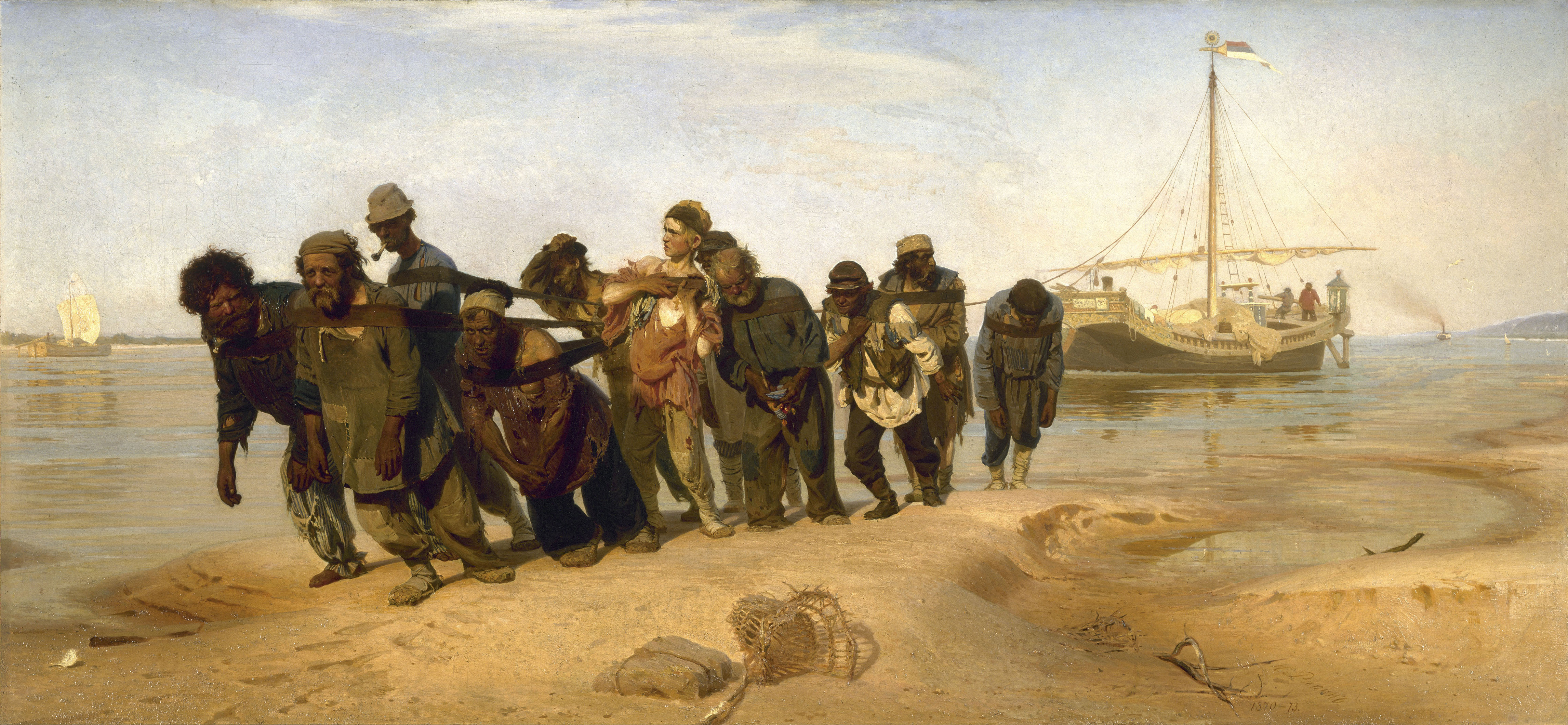
Ilja Riepin – Burłacy na Wołdze

Burłak (ros. бурлак) – robotnik transportu rzecznego w Rosji, pracujący przy wiosłach lub holowaniu statków na linie. Burłacy, znani od XVI wieku, utrzymali się do początku XX stulecia. Rekrutowali się z wiejskiej biedoty, włóczęgów i polskich zesłańców.